# タイヘイヨウウシバナトビエイ
タイヘイヨウウシバナトビエイ（Rhinoptera steindachneri）は、トビエイ目ウシバナトビエイ属の一種。

## 概要
東太平洋周辺諸国：コロンビア、コスタリカ、エクアドル、エルサルバドル、グアテマラ、ホンジュラス、メキシコ、ニカラグア、パナマ、ペルーの沿岸部に分布する。外洋、沿岸、ラグーンや河口、塩沼などに生息する。群れを作ることが多い。
卵胎生で繁殖力は少ない。 5 - 7月に出産し、生殖周期は1年。
人間に利用はされないが、乱獲と生息地の破壊により近危急種と評価されている。